# Scegliete una stella
Scegliete una stella (Pick a Star) è un film del 1937 diretto da Edward Sedgwick con Stanlio & Ollio.

## Trama
Un celebre attore di Hollywood è costretto ad atterrare in una piccola contea dove conosce un'insignificante ma graziosa ragazza che aspira a diventare una grande star del cinema. L'attore la porta via e i due si dirigono negli studi cinematografici dove, dopo aver visitato tutte le meraviglie di Hollywood, la ragazza otterrà il permesso di fare un provino.

## Il ruolo di Laurel & Hardy
Il film presenta vari sketch: Stanlio e Ollio, verso il termine della pellicola, appaiono per 15 minuti circa in un set insieme al direttore Finlayson, dove stanno per girare una scena in un saloon travestiti da cowboys. Nel film Laurel e Hardy sono due temutissimi pistoleri solitari che entrano in un locale e ordinano da bere. 
Ma un bullo non sembra intenzionato a farsi da parte e dopo essersi presentato ai due "a modo suo" inizia una battaglia a suon di bottigliate in testa; ai danni del povero Ollio ovviamente!
Un'altra scena in cui la coppia appare è quella in cui Stanlio suona la sua trombettina proprio mentre Ollio sta cercando di leggere tranquillamente il giornale.
Alla fine, visto che Stanlio non si decide a smettere, Ollio tira fuori un fischietto, ma per sbaglio lo ingoia.

## Curiosità
Il film, irreperibile integralmente in italiano, fu doppiato una prima volta dalla coppia Cassola-Canali. Non si sa se il doppiaggio fosse integrale, tuttavia andò disperso.
Il film è stato trasmesso in italiano solo negli anni '80, ma in una versione di circa 15 minuti, cioè solo le scene in cui sono presenti Stanlio e Ollio. Il doppiaggio è della coppia Garinei-Ariani e commento musicale di Piero Montanari.